# Aspidoscelis septemvittata
Aspidoscelis septemvittata е вид влечуго от семейство Камшикоопашати гущери (Teiidae). Видът не е застрашен от изчезване.

## Разпространение и местообитание
Разпространен е в Мексико и САЩ.
Обитава пустинни области, места със суха почва, планини, възвишения, каньони и плата.

## Описание
Популацията на вида е стабилна.